# Rebelde sin causa
Rebelde sin causa (título original: Rebel Without a Cause) es una película dramática estadounidense de 1955 dirigida por Nicholas Ray y protagonizada por James Dean, Natalie Wood, Sal Mineo, Jim Backus, Ann Doran y Corey Allen.
Es una adaptación del libro Rebelde sin causa: El hipnoanálisis de un psicópata criminal de 1944 del psiquiatra Robert M. Lindner. La película, sin embargo, no hace referencia alguna al libro de Lindner.
La obra cuenta la historia de un adolescente rebelde, recién llegado a Los Ángeles. Allí conoce a una chica, desobedece a sus padres y desafía a los líderes de la pandilla del instituto local. 
La película despliega ciertos juegos de cámaras, movimientos poco convencionales, cámara subjetiva y una colorimetría contrastada.
En 1990, la película fue considerada «cultural, histórica y estéticamente significativa» por la Biblioteca del Congreso de Estados Unidos y seleccionada para su preservación en el National Film Registry.

## Argumento

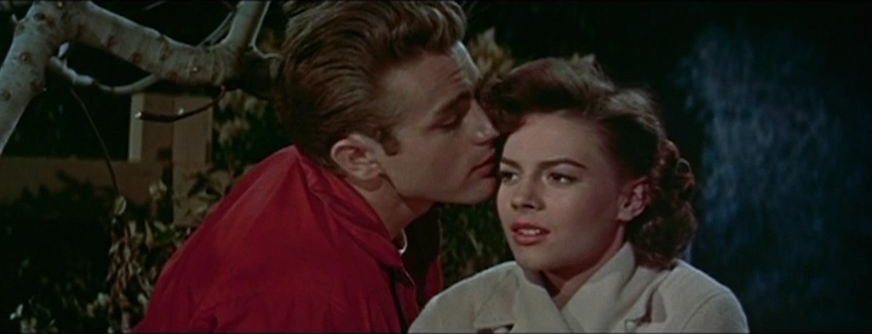
James Dean y Natalie Wood en un fotograma del tráiler de la película.

En Los Ángeles, el adolescente recién llegado Jim Stark (James Dean) es arrestado y llevado a la división juvenil de una comisaría de policía por "borrachera". En la comisaría se encuentra con John "Platón" Crawford (Sal Mineo), al que han llevado por matar una camada de cachorros, y Judy (Natalie Wood), llevada por violación del toque de queda. Por separado, los jóvenes revelan sus más profundas frustraciones a los policías; los tres sufren problemas en casa: 
Jim se siente traicionado y angustiado por sus padres, Frank (Jim Backus) y Carol (Ann Doran) que se pelean constantemente, pero aún más por la actitud tímida y pusilánime de su padre y su incapacidad para enfrentarse a Carol; los problemas se complican aún más por las interferencias de la madre de Frank. Manifiesta sus frustraciones al oficial Ray Fremick (Edward Platt) cuando Jim es liberado bajo su custodia. 
Judy está convencida de que su padre la ignora porque ya no es una niña pequeña, por lo que se viste con ropa "provocativa" para llamar la atención, lo que hace que su padre la llame "sucia vagabunda". 
El padre de Platón abandonó a su familia cuando era un niño pequeño, y su madre está lejos de casa a menudo, dejando a Platón al cuidado de su ama de llaves.
En el camino a su primer día en el instituto Dawson High, Jim se encuentra nuevamente con Judy y le ofrece llevarla en su coche. Aparentemente no impresionada por Jim al principio, ella se niega y en cambio es recogida por sus "amigos", una banda de delincuentes dirigida por Buzz Gunderson (Corey Allen). Jim es rechazado por el resto del alumnado, pero se hace amigo de Platón, que pronto idolatra a Jim como figura paterna.
Tras una excursión al Observatorio Griffith, Buzz provoca y desafía a Jim a una pelea con navajas. Jim vence a Buzz en la pelea, por lo que, para preservar su condición de líder pandillero, Buzz sugiere robar algunos coches para tener un «Chickie Run» (un duelo de coches que se dirigen a un acantilado y quienantes salte de su vehículo es el perdedor). En casa, Jim le pide a su padre de manera ambigua consejos sobre cómo defender el honor en una situación peligrosa, pero Frank le aconseja que no afronte nada. Esa noche, durante el duelo, Buzz muere al caer del acantilado al enredarse la manga de su chaqueta con la palanca de la puerta, impidiendo que salga del coche a tiempo. Cuando la policía se acerca, la pandilla huye, dejando atrás a Judy, pero Jim la persuade pacientemente para que se vaya con él y Platón.
Más tarde, Jim confiesa a sus padres su participación en el accidente y piensa en entregarse. Cuando Carol declara que se van a trasladar nuevamente, Jim protesta y le suplica a Frank que lo defienda. Al negarse su padre, Jim lo ataca con frustración, y despegue se va a la comisaría de policía para confesar, pero el sargento lo rechaza. Jim conduce de regreso a casa y encuentra a Judy esperándolo. Ella se disculpa por su maltrato previo debido a la presión del grupo, y los dos comienzan a enamorarse. Aceptando que nunca regresarán a sus respectivos hogares, Jim sugiere que visiten una vieja mansión abandonada de la que le habló Platón.
Mientras tanto, Platón es interceptado por tres miembros de la pandilla de Buzz, que están convencidos de que Jim los acusó a la policía. Roban el cuaderno de Platón y se van tras Jim; Platón recupera el arma de fuego de su madre y corre a advertir a Jim y Judy, encontrándolos en la mansión. Los tres nuevos amigos representan una fantasía como familia. Platón se queda dormido, y Jim y Judy se van a explorar la mansión, donde se dan su primer beso. La pandilla de Buzz encuentra y despierta a Platón, quien, asustado y angustiado, dispara y hiere a uno de los pandilleros. Cuando Jim regresa, intenta contener a Platón, pero este huye, acusando a Jim de dejarlo solo.
Platón corre hacia el observatorio y se encierra mientras entra la policía, incluido Fremick que, con Frank y Carol, han estado buscando a Jim. Jim y Judy siguen a Platón al observatorio, donde Jim lo persuade para que cambie el arma por su chaqueta roja; Jim retira silenciosamente la munición antes de devolverla, y luego convence a Platón de que salga. Pero cuando la policía se da cuenta de que el chico todavía tiene el arma, le disparan mortalmente, sin saber que Jim había quitado las balas. Frank consuela a su afligido hijo, prometiendo ser un padre más fuerte. Ahora reconciliado con sus padres, Jim les presenta a Judy.

## Reparto

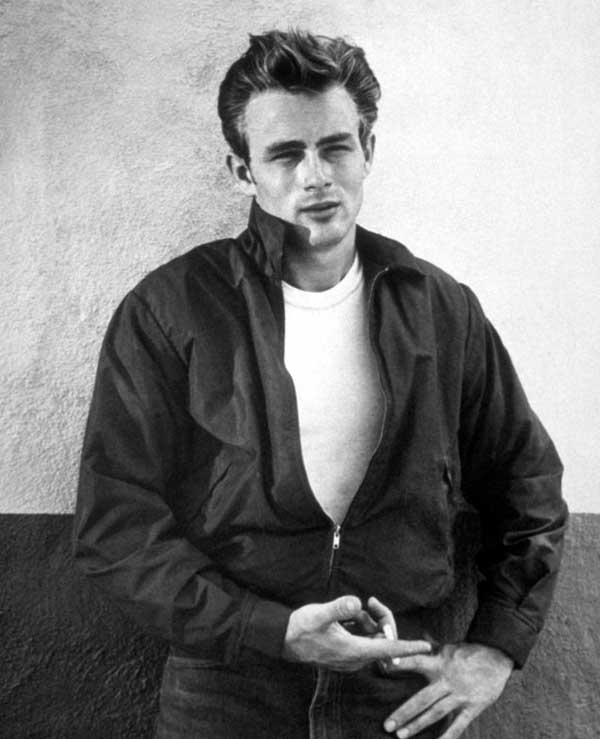
El actor James Dean
en una foto publicitaria de la película.

- James Dean – Jim (de nombre, James Stark)
- Natalie Wood – Judy
- Sal Mineo – Platón (de nombre, John Crawford)
- Jim Backus – Frank Stark
- Ann Doran – la Sra. Carol Stark
- Corey Allen – "Buzz" Gunderson
- William Hopper – el Padre de Judy
- Rochelle Hudson – la Madre de Judy
- Virginia Brissac - Abuela de Jim[3]
- Marietta Canty - Criada de la familia Crawford
- Edward Platt – Ray Fremick
- Nick Adams – Chick
- Dennis Hopper – Goon
- Jack Grinnage – Moose
- Beverly Long – Helen
- Steffi Sidney – Mil
- Jack Simmons – Cookie

## Comentarios

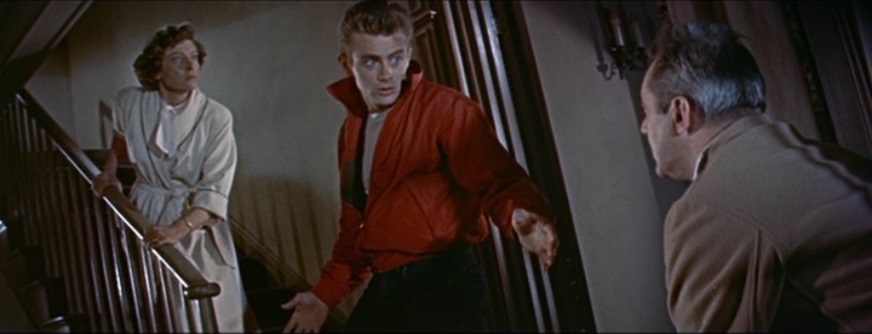
Ann Doran, J. Dean y Jim Backus en otro fotograma del tráiler.

En este filme se intentó retratar la decadencia moral de la juventud estadounidense, criticar el estilo de vida de los progenitores y explorar la brecha generacional.
La película se estrenó el 27 de octubre de 1955, casi un mes después del fatal accidente que había tenido James Dean (30 de septiembre de 1955).
Esta producción estableció la imagen de James Dean como icono de la rebeldía juvenil.

## Candidaturas

### Oscar 1955
| Categoría               | Persona                    | Resultado |
| ----------------------- | -------------------------- | --------- |
| Mejor actor de reparto  | Sal Mineo                  | Candidato |
| Mejor actriz de reparto | Natalie Wood               | Candidato |
| Mejor guion             | Stewart Stern Nicholas Ray | Candidato |

### Premios BAFTA
| Categoría              | Persona    | Resultado |
| ---------------------- | ---------- | --------- |
| Mejor película         |            | Candidato |
| Mejor actor extranjero | James Dean | Candidato |